# Bucklandiella obesa
Bucklandiella obesa là một loài Rêu trong họ Grimmiaceae. Loài này được (Frisvoll) Bednarek-Ochyra & Ochyra mô tả khoa học đầu tiên năm 2003.